# José Abella
José Abella est un footballeur mexicain né le 10 février 1994 à Córdoba (Veracruz). Il évolue au poste d'arrière droit à Santos Laguna.

## Biographie
Il participe à la Coupe du monde des moins de 20 ans 2013 avec la sélection mexicaine, disputant quatre matchs lors du tournoi.
Il joue également le Tournoi de Toulon en 2013 et 2014 dont il termine meilleur buteur en 2013.

## Palmarès
- Vainqueur du championnat de la CONCACAF des moins de 20 ans en 2013